# فيكي غيريرو

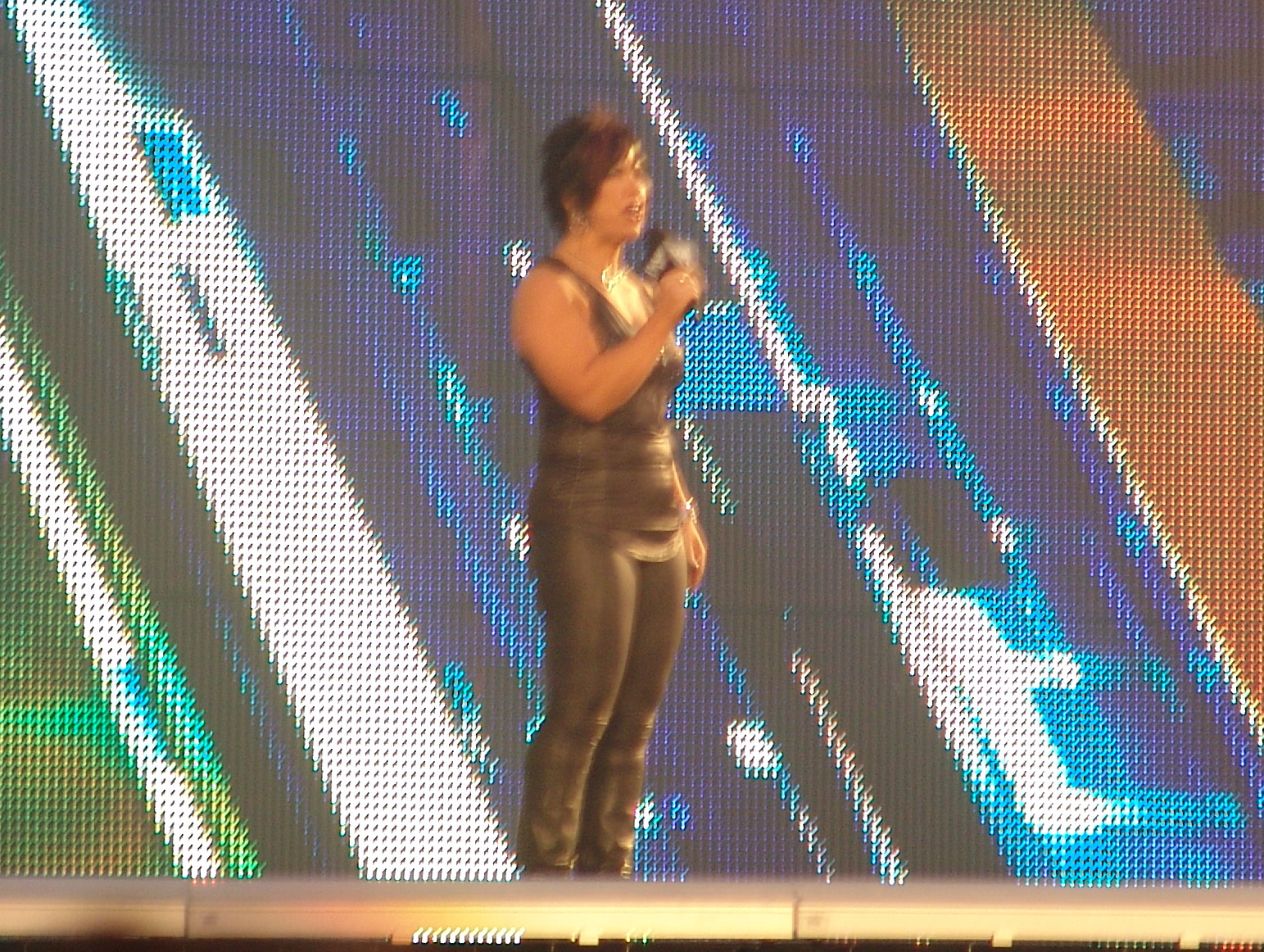
فيكي غيريرو في مهرجان راسلمينيا 27

فيكي غيريرو (بالإنجليزية: Vickie Guerrero) هي المديرة العامة السابقة لقسم رو وهي زوجة المصارع المكسيكي الراحل ايدي جيريرو ولدت بال باسو تيكساس في 16 ابريل 1968 كانت أيضا صديقة المصارع ايدج وكانت لديها عداوة كبيرة مع المصارع الاندرتيكر وكانت تدعي انها لا تمشي بل تجلس على كرسي متحركة ولكن خلال مباراة ايدج والاندرتيكر فضحت الخدعة عندما حاولت الهروب من الرجل الميت وحاصرها بين الكورنر وخنقها ونفذ عليها الفينيش تومب ستون بيلدريفر وفي نهاية العداوة فاز الأسطورة أندرتيكر.
وفيكي أيضا قامت بإدارة أعمال العديد من المصارعين منهم المصارع «المتباهي» دولف زيغلر ثم جاك سواغر
وهي حاليا تعمل مع اتحاد AEW.

## روابط خارجية
- فيكي غيريرو على موقع IMDb (الإنجليزية)
- فيكي غيريرو على موقع قاعدة بيانات الفيلم (الإنجليزية)
- فيكي غيريرو على موقع دبليو دبليو إي (الإنجليزية)
- فيكي غيريرو على موقع WrestlingData.com (الإنجليزية)
- فيكي غيريرو على موقع CageMatch worker (الإنجليزية)
- فيكي غيريرو على موقع قاعدة بيانات المصارعة على الإنترنت (الإنجليزية)
- فيكي غيريرو على موقع عالم المصارعة على الإنترنت (الإنجليزية)
- فيكي غيريرو على موقع عالم المصارعة على الإنترنت (الإنجليزية)